# Antimonide
Het antimonide-ion is een anion van antimoon met een chemische formule Sb3−. De ionen komen voornamelijk voor in mineralen, zoals aurostibiet, breithauptiet, cuprostibiet en stibiopalladiniet.